# Cradley (Herefordshire)
Cradley – wieś w Anglii, w hrabstwie Herefordshire. Leży 24 km na wschód od miasta Hereford i 170 km na północny zachód od Londynu.